# Уромка
Уромка — река в Кировской области России, левый приток Косы (бассейн Волги). Протекает в Богородском районе. Устье реки находится в 102 км по левому берегу Косы. Длина реки — 14 км.
Исток реки на Красногорской возвышенности в 7 км к югу от села Ухтым. Река течёт на северо-восток по ненаселённой, лесистой, всхолмлённой местности. Именованных притоков река не имеет. Высота устья — 139,9 м над уровнем моря.
Впадает в Косу выше села Караул.

## Данные водного реестра
По данным государственного водного реестра России относится к Камскому бассейновому округу, водохозяйственный участок реки — Чепца от истока до устья, речной подбассейн реки Вятка. Речной бассейн реки — Кама.